# 津軽信義
津軽 信義（つがる のぶよし）は、江戸時代前期の大名。陸奥国弘前藩3代藩主。官位は従五位下・土佐守。

## 生涯

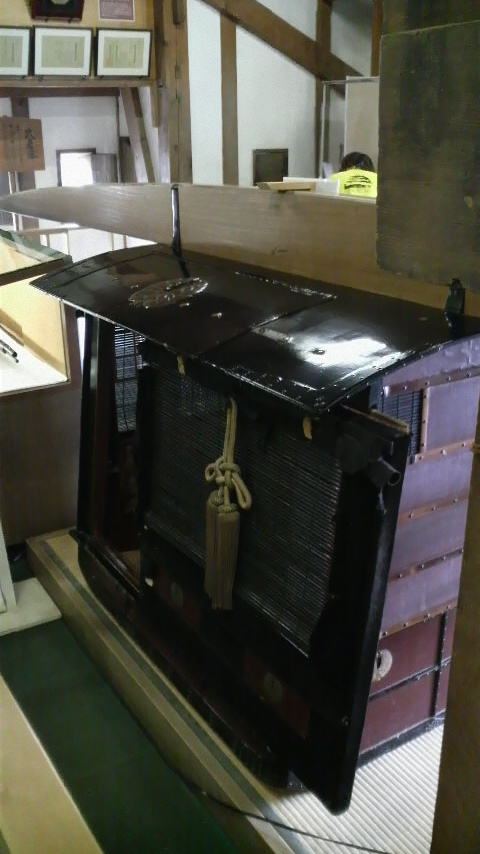
津軽信義使用の駕籠（弘前城）

元和5年（1619年）1月1日、弘前藩の飛び領地上野国大館で2代藩主・津軽信枚と、石田三成の三女で豊臣秀吉正室の高台院の養女となった辰姫の長男として誕生。
元和9年（1623年）、母・辰姫が死去し、江戸の弘前藩邸に引き取られた。寛永8年（1631年）、父・信枚の死去により13歳で家督を相続、異母弟・信英と共に3代将軍・徳川家光に拝謁する。若年で藩主となったため、譜代の老臣たちと信義の近従たちとの対立を抑えられず、やがてお家騒動にまで発展した（寛永11年（1634年）、船橋騒動）。これは幕府の助力を得て喧嘩両成敗により、両派から多数の処罰者を出して何とか沈静化したが、このために信義は積極的な藩主権力の強化に臨んだ。
寛永12年（1635年）、柳川一件により流罪とされた対馬藩家老の柳川調興を預かることとなる。柳川は以降50年を津軽で暮らし、死去後は弘前の長勝寺に葬られた。 
正保4年（1647年）、信義の強権に反発する家臣たちによって、信義を強制隠居させ、信義の異母弟・信英（母が徳川家康の養女で、旗本として取りたてられていた）を新藩主として擁立する主君押込の陰謀が発覚し、連座者は粛清された（正保の騒動）。
治績においては、強力な主導権を発揮し、治水工事、津軽新田の開発、尾太鉱山の開鉱、牧場の開設など多くの功績を挙げている。また、和歌を愛好し、疋田甫庵を師として自ら歌集「愚詠和歌集」を執筆するなど一級の教養人でもあった。
その反面、強情で気性が荒く奇行・乱行が目に余ったため、家臣領民に「じょっぱり殿様」の異名で呼ばれた。さらに好色・酒乱の悪癖があり、女性関係の醜聞や酒に酔っての狼藉などで自身の評判を下げた。
明暦元年（1655年）11月25日、江戸神田邸にて死去した。享年37。跡を長男・信政が継いだ。暗君とは言われるが、死後、家臣の4人が後を追って殉死している。
辞世は、「春の花 秋の紅葉も いかでかは 終の嵐に あハで果つべき」

## 系譜
子女は25男26女（一説では男女合わせ38人）。
- 父：津軽信枚
- 母：辰姫、辰子、大舘御前、荘厳院、高台院養女 - 石田三成の三女
- 正室：富宇姫、慶林院 - 松平康久(津軽信枚の正室・満天姫の弟)の娘[1]
  - 女子：萬 - 土井利房正室[1]
  - 女子：以津 - 土井氏の養女、戸田氏春正室後に五島盛清正室[1]
- 側室：久祥院、菊御前 - 唐牛甚右衛門の娘
  - 長男：津軽信政（1646年 - 1710年）
- 側室：与曽子（? - 1692年） - 添田貞成の娘
  - 八男：津軽為貞（1649年 - 1731年）
- 側室：工藤氏
- 側室：全久院
- 側室：長泉院

他
- 生母不明の子女
  - 次男：津軽信経
  - 三男：津軽信章
  - 四男：津軽政朝（1648年 - 1705年） - 津軽信隆の養子
  - 七男：津軽為玄
  - 十一男：津軽可足 - 京都養源院大僧正
  - 十四男：津軽祐興
  - 十五男：津軽正秘
  - 十七男：津軽政順
  - 十八男：津軽為永
  - 女子：八重 - 今大路親俊室
  - 女子：美与 - 津軽信敏正室
  - 女子：伊与 - 家老大道寺繁清室
  - 女子：糸姫 - 家老高倉盛保室